# Emmanuel Ampiah
Emmanuel Ampiah (ur. 22 kwietnia 1968) – ghański piłkarz grający na pozycji obrońcy. W swojej karierze rozegrał 19 meczów w reprezentacji Ghany.

## Kariera klubowa
Swoją karierę piłkarską Ampiah rozpoczął w klubie Asante Kotoko SC. W 1988 roku zadebiutował w jego barwach w ghańskiej pierwszej lidze. Grał w nim do 1999 roku. Wraz z Asante Kotoko wywalczył dwa mistrzostwa kraju w sezonach 1991/1992 i 1992/1993, zdobył trzy Puchar Ghany w sezonach 1989, 1994/1995 i 1997/1998.
W latach 2000–2002 Ampiah grał w klubie King Faisal Babes FC, a karierę kończyłw 2003 roku jako zawodnik Berekum Arsenal FC.

## Kariera reprezentacyjna
W reprezentacji Ghany Ampiah zadebiutował 21 sierpnia 1988 roku w przegranym 0:2 meczu eliminacji do MŚ 1990 z Liberią, rozegranym w Monrovii. W 1992 roku był w kadrze Ghany na Puchar Narodów Afryki 1992. Był na nim podstawowym zawodnikiem Ghany i rozegrał cztery mecze: grupowy z Egiptem (1:0), ćwierćfinałowy z Kongiem (2:1), półfinałowy z Nigerią (2:1) i finał z Wybrzeżem Kości Słoniowej (0:0, k. 10:11).
W 1994 roku Ampiah został powołany do kadry na Puchar Narodów Afryki 1994. Na tym turnieju zagrał w dwóch meczach, grupowych z Gwineą (1:0) i z Senegalem (1:0). Od 1988 do 1994 rozegrał w kadrze narodowej 19 meczów.